# Catapodium
Catapodium es un género de plantas herbáceas perteneciente a de la familia de las poáceas. Es originario de Europa de la región del Mediterráneo.

## Taxonomía
El género fue descrito por Heinrich Friedrich Link y publicado en Hortus Regius Botanicus Berolinensis 1: 44. 1827. La especie tipo es: Catapodium loliaceum (Huds.) Link
Etimología
El nombre del género deriva del griego kata (bajo, hacia abajo) y podion (diminutivo de pous, pie, tallo o pedicelo).
Citología
El número cromosómico básico del género es x = 7, con números cromosómicos somáticos de 2n = 14. 2 ploide . Cromosomas relativamente «grandes».

## Especies
- Catapodium demnatense (Murb.) Maire & Weiller
- Catapodium mamoraeum (Maire) Maire & Weiller
- Catapodium marinum (L.) C.E. Hubb.
- Catapodium rigidum (L.) C.E. Hubb. ex Dony